# Isabel Shuang Cui
Isabel Shuang Cui (29 maggio 2007) è una nuotatrice artistica spagnola.

## Palmarès

### Coppa del Mondo
- 1 podio:
  - 1 secondo posto (1 nella gara individuale)